# 뜨거운 영광
뜨거운 영광은 한국에서 제작된 편거영 감독의 1973년 영화이다. 이현 등이 주연으로 출연하였고 한진섭 등이 제작에 참여하였다.

## 출연

### 주연
- 이현
- 이승현
- 허장강